# Johann Stamitz
Jan Václav Antonín Stamic, hay còn được biết đến với cái tên tiếng Đức Johann Wenzel Anton Stamitz, là nhà soạn nhạc, nghệ sĩ violin, nhạc trưởng, nhà sư phạm người Séc. Ông là cha của Carl Stamitz và Anton Stamitz.

## Tiểu sử
Johann Stamitz là nghệ sĩ violin tai triều đình Mannheim, nhanh chóng nổi tiếng là người chơi đàn kỳ tài, được phong giám đốc nhạc thính phòng của triều đình. Nhờ ông, dàn nhạc triều đình nổi danh là dàn nhạc giỏi nhất thế giới.

## Phong cách sáng tác
Johann Stamitz có ảnh hưởng lớn đến sự hình thành những dàn nhạc giao hưởng của Pháp. Nối tiếp những sáng tạo của Antonio Vivaldi, Giovanni Battista Sammartini và Niccolò Jommelli, Stamitz đã hoàn chỉnh hình thức giao hưởng cổ điển, thứ được Joseph Haydn và Wolfgang Amadeus Mozart tiếp thu sau này. Stamitz đã đưa những nhân tố của hình thức sonata cổ điển để xây dựng các chương đầu của các bản giao hưởng, đưa minuet làm chương 3, bổ sung thành phần dàn nhạc.

## Các sáng tác
Johann Stamitz để lại khoảng 175 tác phẩm, gồm:
- Bản Mixa trọng thể
- 74 bản giao hưởng
- Các bản concerto cho violin, sáo, oboe. clarinet và các nhạc cụ khác
- Các bản sonata cho nhiều nhạc cụ